# Mazraeh-ye Ali Mohammad Abdol Ghafari
Mazraeh-ye Ali Mohammad Abdol Ghafari (em persa: مزرعه علي محمدعبدالغفاري, também romanizada como Mazra‘eh-ye ʿAlī Moḩammad ʿAbdol Ghafārī) é uma aldeia do distrito rural de Faragheh, no condado de Abarkuh, na província de Yazd, Irã.